# Паровий млин Діка (Нью-Йорк)
Паровий млин Пітера Діка — пам'ятка промислової архітектури початку ХХ століття, розташована в селищі міського типу Нью-Йорк (Бахмутський район, Донецька область, Україна), заснованому німецькими колоністами-менонітами. Побудований у 1903 році місцевим підприємцем Пітером Діком, млин був одним із найбільших у регіоні та відігравав важливу роль у забезпеченні борошном навколишніх поселень.

## Історичний контекст
Нью-Йорк на Донеччині виник у другій половині XVIII століття як козацьке зимів'я. У 1892 році тут була заснована менонітська колонія німецькими переселенцями, які прибули сюди з Запоріжжя. Меноніти — протестанти з Голландії та Німеччини — оселялися на півдні України, де їм надавали землю, звільняли від військової служби й податків. У таких поселеннях активно розвивалася інфраструктура: з'являлися цегельні, черепичні заводи, навчальні заклади, парові млини, зокрема й млин Пітера Діка. У роки Другої світової війни місцеві мешканці завадили Червоній армії підірвати будівлю під час відступу. Завдяки цьому млин став єдиним із шести подібних об'єктів у Нью-Йорку, що зберігся до початку ХХІ століття. У 2019 році активісти й краєзнавці відстояли будівлю від демонтажу, а Департамент культури визнав її важливою історико-архітектурною пам'яткою.

## Знищення
8 травня 2022 року, під час повномасштабного російського вторгнення в Україну, млин був знищений внаслідок ворожого обстрілу. У День пам'яті та примирення російські війська завдали ударів по історичній частині селища. Одна з ракет влучила в будівлю млина, що призвело до масштабної пожежі та вигоряння споруди. Згідно з повідомленнями місцевих жителів, збереглися лише частини стін.

## Додатково
Млин фігурує у фільмі-документалі «ЄвроДонбас», присвяченому європейській промисловій спадщині Донбасу. Будівля також мала меморіальну табличку на честь її засновника Пітера Діка.